# نیتزانی اوز
نیتزانی اوز (به لاتین: Nitzanei Oz) یک منطقهٔ مسکونی در اسرائیل است که در Lev HaSharon Regional Council واقع شده‌است.